# Cadre-47/2-Europameisterschaft 2010

Logo CEB (ausrichtender Verband)

Die Cadre-47/2-Europameisterschaft 2010 war das 64. Turnier in dieser Disziplin des Karambolagebillards und fand vom 3. bis zum 7. März 2010 in Ronchin, im französischen Département Nord statt. Es war die 17. Cadre-47/2-Europameisterschaft in Frankreich.

## Geschichte
Seinen zweiten Titel im Cadre 47/2, nach 1999, holte sich der Franzose Brahim Djoubri bei einer Europameisterschaft. Wie schon in Athen wurde Xavier Gretillat wieder Zweiter vor den beiden Drittplatzierten Jean Francois Florent und Raúl Cuenca. Mit dem besten Durchschnitt aller Teilnehmer wurde Thomas Nockemann Fünfter.

## Modus
Gespielt wurde eine Qualifikation bis 200 Punkte. In der qualifizierten sich die sieben Gruppensieger für das Hauptturnier. Es wurden acht Gruppen à vier Spieler gebildet. Hier wurde bis 250 Punkte gespielt. Die Gruppensieger qualifizierten sich für die KO-Runde in der 24 Spieler nach Rangliste und der Titelverteidiger gesetzt waren. Hier wurde bis 300 Punkte gespielt. Platz drei wurde nicht ausgespielt.
Die Qualifikationsgruppen wurden nach Rangliste gesetzt. Es gab außer dem Titelverteidiger keine gesetzten Spieler mehr für das Hauptturnier.
1. MP = Matchpunkte
2. GD = Generaldurchschnitt
3. HS = Höchstserie

## Qualifikation
| MP    | Match Points (Sieger = 2; Unentschieden = 1; Verlierer = 0) |
| Pkte. | Erzielte Karambolagen                                       |
| Aufn. | Benötigte Versuche                                          |
| GD    | Generaldurchschnitt                                         |
| BED   | Bester Einzeldurchschnitt eines Spielers                    |
| HS    | Höchstserie                                                 |
|       | Bester GD des Turniers                                      |
|       | Bester ED des Turniers                                      |
|       | Beste HS des Turniers                                       |
|       | 1. Platz (Gold)                                             |
|       | 2. Platz (Silber)                                           |
|       | 3. Platz (Bronze)                                           |

| 1 | Philippe Deraes         | 4:0 | 400 | 13 | 30,76 | 66,66 | 162 |
| 2 | Pascal Dessaint         | 2:2 | 269 | 17 | 15,82 | 14,28 | 51  |
| 3 | Eustathios Chatzipavlis | 0:4 | 111 | 24 | 4,62  | –     | 24  |

| 1 | Bernard Villiers  | 4:0 | 400 | 11 | 36,36 | 50,00 | 111 |
| 2 | Peter Vandeloo    | 2:2 | 262 | 8  | 32,75 | 50,00 | 127 |
| 3 | Thanasis Mantelis | 0:4 | 165 | 11 | 15,00 | –     | 35  |

| 1 | René Gorthan   | 4:0 | 400 | 32 | 12,50 | 15,38 | 67 |
| 2 | Claude Bauduin | 2:2 | 395 | 24 | 16,45 | 18,18 | 56 |
| 3 | Ronny Mathysen | 0:4 | 245 | 30 | 8,16  | –     | 53 |

| 1 | Michel van Silfhout | 4:0 | 400 | 5  | 80,00 | 100,00 | 180 |
| 2 | Patrick Achard      | 2:2 | 239 | 21 | 11,38 | 10,52  | 56  |
| 3 | Xaris Kondilis      | 0:4 | 152 | 22 | 6,95  | –      | 23  |

| 1 | Harrie van de Boogaard | 4:0 | 400 | 9  | 44,44 | 66,66 | 175 |
| 2 | Fabrice Fougerouse     | 2:2 | 360 | 13 | 27,69 | 28,57 | 93  |
| 3 | Jean-Marc Calvel       | 0:4 | 180 | 10 | 18,00 | –     | 66  |

| 1 | Henri Tilleman | 4:0 | 400 | 4 | 100,00 | 100,00 | 175 |
| 2 | Benoit Legros  | 2:2 | 219 | 8 | 27,37  | 33,33  | 99  |
| 3 | Andy de Bondt  | 0:4 | 199 | 8 | 24,87  | –      | 98  |

| 1 | Koen Workel    | 4:0 | 400 | 23 | 17,39 | 22,22 | 93 |
| 2 | Julien Florent | 2:2 | 359 | 28 | 12,82 | 14,28 | 51 |
| 3 | Patrick Moley  | 0:4 | 169 | 23 | 7,34  | –     | 23 |

## Hauptturnier

### Gruppenphase
| Abschlusstabelle Gruppe A | Abschlusstabelle Gruppe A | Abschlusstabelle Gruppe A | Abschlusstabelle Gruppe A | Abschlusstabelle Gruppe A | Abschlusstabelle Gruppe A | Abschlusstabelle Gruppe A | Abschlusstabelle Gruppe A |
| Platz                     | Name                      | MP                        | Pkt.                      | Aufn.                     | GD                        | BED                       | HS                        |
| ------------------------- | ------------------------- | ------------------------- | ------------------------- | ------------------------- | ------------------------- | ------------------------- | ------------------------- |
| 1                         | Thomas Nockemann          | 6:0                       | 750                       | 6                         | 125,00                    | 250,00                    | 250                       |
| 2                         | Xavier Gretillat          | 4:2                       | 500                       | 10                        | 50,00                     | 125,00                    | 243                       |
| 3                         | Janis Ziogas              | 2:4                       | 312                       | 11                        | 28,36                     | 41,66                     | 166                       |
| 4                         | René Gorthan              | 0:6                       | 157                       | 15                        | 10,46                     | –                         | 56                        |

| Abschlusstabelle Gruppe B | Abschlusstabelle Gruppe B | Abschlusstabelle Gruppe B | Abschlusstabelle Gruppe B | Abschlusstabelle Gruppe B | Abschlusstabelle Gruppe B | Abschlusstabelle Gruppe B | Abschlusstabelle Gruppe B |
| Platz                     | Name                      | MP                        | Pkt.                      | Aufn.                     | GD                        | BED                       | HS                        |
| ------------------------- | ------------------------- | ------------------------- | ------------------------- | ------------------------- | ------------------------- | ------------------------- | ------------------------- |
| 1                         | Marek Faus                | 4:2                       | 656                       | 10                        | 65,60                     | 125,00                    | 250                       |
| 2                         | Jean Francois Florent     | 4:2                       | 508                       | 11                        | 46,18                     | 125,00                    | 182                       |
| 3                         | Koen Workel               | 4:2                       | 551                       | 16                        | 34,43                     | 125,00                    | 250                       |
| 4                         | Raymund Swertz            | 0:6                       | 434                       | 15                        | 28,93                     | –                         | 113                       |

| Abschlusstabelle Gruppe C | Abschlusstabelle Gruppe C | Abschlusstabelle Gruppe C | Abschlusstabelle Gruppe C | Abschlusstabelle Gruppe C | Abschlusstabelle Gruppe C | Abschlusstabelle Gruppe C | Abschlusstabelle Gruppe C |
| Platz                     | Name                      | MP                        | Pkt.                      | Aufn.                     | GD                        | BED                       | HS                        |
| ------------------------- | ------------------------- | ------------------------- | ------------------------- | ------------------------- | ------------------------- | ------------------------- | ------------------------- |
| 1                         | Patrick Niessen           | 6:0                       | 750                       | 16                        | 46,87                     | 50,00                     | 236                       |
| 2                         | Philippe Deraes           | 4:2                       | 681                       | 23                        | 29,60                     | 35,71                     | 186                       |
| 3                         | Sven Daske                | 2:4                       | 450                       | 21                        | 21,42                     | 41,66                     | 190                       |
| 4                         | Nikolaos Chatzipavlis     | 0:6                       | 270                       | 18                        | 15,00                     | –                         | 57                        |

| Abschlusstabelle Gruppe D | Abschlusstabelle Gruppe D | Abschlusstabelle Gruppe D | Abschlusstabelle Gruppe D | Abschlusstabelle Gruppe D | Abschlusstabelle Gruppe D | Abschlusstabelle Gruppe D | Abschlusstabelle Gruppe D |
| Platz                     | Name                      | MP                        | Pkt.                      | Aufn.                     | GD                        | BED                       | HS                        |
| ------------------------- | ------------------------- | ------------------------- | ------------------------- | ------------------------- | ------------------------- | ------------------------- | ------------------------- |
| 1                         | David Jacquet             | 6:0                       | 750                       | 25                        | 30,00                     | 35,71                     | 162                       |
| 2                         | Mikael Devogelaere        | 4:2                       | 744                       | 18                        | 41,33                     | 62,50                     | 115                       |
| 3                         | Bernard Villiers          | 2:4                       | 455                       | 19                        | 23,94                     | 31,25                     | 66                        |
| 4                         | Gerhard Huber             | 0:6                       | 312                       | 26                        | 12,00                     | –                         | 144                       |

| Abschlusstabelle Gruppe E | Abschlusstabelle Gruppe E | Abschlusstabelle Gruppe E | Abschlusstabelle Gruppe E | Abschlusstabelle Gruppe E | Abschlusstabelle Gruppe E | Abschlusstabelle Gruppe E | Abschlusstabelle Gruppe E |
| Platz                     | Name                      | MP                        | Pkt.                      | Aufn.                     | GD                        | BED                       | HS                        |
| ------------------------- | ------------------------- | ------------------------- | ------------------------- | ------------------------- | ------------------------- | ------------------------- | ------------------------- |
| 1                         | Raúl Cuenca               | 4:2                       | 746                       | 15                        | 49,73                     | 125,00                    | 133                       |
| 2                         | Harrie van de Boogaard    | 4:2                       | 685                       | 26                        | 26,34                     | 62,50                     | 172                       |
| 3                         | Pierre Soumagne           | 2:4                       | 498                       | 24                        | 20,75                     | 41,66                     | 181                       |
| 4                         | Patrick Dupont            | 2:4                       | 341                       | 17                        | 20,05                     | 35,71                     | 105                       |

| Abschlusstabelle Gruppe F | Abschlusstabelle Gruppe F | Abschlusstabelle Gruppe F | Abschlusstabelle Gruppe F | Abschlusstabelle Gruppe F | Abschlusstabelle Gruppe F | Abschlusstabelle Gruppe F | Abschlusstabelle Gruppe F |
| Platz                     | Name                      | MP                        | Pkt.                      | Aufn.                     | GD                        | BED                       | HS                        |
| ------------------------- | ------------------------- | ------------------------- | ------------------------- | ------------------------- | ------------------------- | ------------------------- | ------------------------- |
| 1                         | Michel van Silfhout       | 6:0                       | 750                       | 16                        | 46,87                     | 83,33                     | 173                       |
| 2                         | Arnim Kahofer             | 4:2                       | 717                       | 12                        | 59,75                     | 83,33                     | 204                       |
| 3                         | Willy Gerimont            | 2:4                       | 722                       | 22                        | 32,82                     | 31,25                     | 159                       |
| 4                         | Raymon Gielens            | 0:6                       | 214                       | 16                        | 13,37                     | –                         | 62                        |

| Abschlusstabelle Gruppe G | Abschlusstabelle Gruppe G | Abschlusstabelle Gruppe G | Abschlusstabelle Gruppe G | Abschlusstabelle Gruppe G | Abschlusstabelle Gruppe G | Abschlusstabelle Gruppe G | Abschlusstabelle Gruppe G |
| Platz                     | Name                      | MP                        | Pkt.                      | Aufn.                     | GD                        | BED                       | HS                        |
| ------------------------- | ------------------------- | ------------------------- | ------------------------- | ------------------------- | ------------------------- | ------------------------- | ------------------------- |
| 1                         | Henri Tilleman            | 4:2                       | 747                       | 10                        | 74,70                     | 125,00                    | 232                       |
| 2                         | Esteve Mata               | 4:2                       | 605                       | 9                         | 67,22                     | 83,33                     | 183                       |
| 3                         | Laurent Guénet            | 2:4                       | 634                       | 17                        | 37,29                     | 41,66                     | 142                       |
| 4                         | Carsten Lässig            | 2:4                       | 316                       | 12                        | 26,33                     | 35,71                     | 146                       |

| Abschlusstabelle Gruppe H | Abschlusstabelle Gruppe H | Abschlusstabelle Gruppe H | Abschlusstabelle Gruppe H | Abschlusstabelle Gruppe H | Abschlusstabelle Gruppe H | Abschlusstabelle Gruppe H | Abschlusstabelle Gruppe H |
| Platz                     | Name                      | MP                        | Pkt.                      | Aufn.                     | GD                        | BED                       | HS                        |
| ------------------------- | ------------------------- | ------------------------- | ------------------------- | ------------------------- | ------------------------- | ------------------------- | ------------------------- |
| 1                         | Pavel Böhm                | 6:0                       | 750                       | 15                        | 50,00                     | 62,50                     | 125                       |
| 2                         | Brahim Djoubri            | 4:2                       | 600                       | 14                        | 42,85                     | 62,50                     | 236                       |
| 3                         | Johann Petit              | 2:4                       | 498                       | 17                        | 29,29                     | 41,66                     | 144                       |
| 4                         | Alejandro Gil             | 0:6                       | 111                       | 16                        | 6,93                      | –                         | 38                        |

### KO-Phase
|  | Achtelfinale          | Achtelfinale | Achtelfinale | Achtelfinale | Achtelfinale | Achtelfinale |                       |                       | Viertelfinale | Viertelfinale | Viertelfinale | Viertelfinale | Viertelfinale | Viertelfinale |      |       | Halbfinale | Halbfinale | Halbfinale | Halbfinale | Halbfinale | Halbfinale |  |  | Finale | Finale | Finale | Finale | Finale | Finale |
|  |                       |              |              |              |              |              |                       |                       |               |               |               |               |               |               |      |       |            |            |            |            |            |            |  |  |        |        |        |        |        |        |
|  |                       | MP           | Pkt.         | Aufn.        | ED           | HS           |                       |                       |               |               |               |               |               |               |      |       |            |            |            |            |            |            |  |  |        |        |        |        |        |        |
|  |                       | MP           | Pkt.         | Aufn.        | ED           | HS           |                       |                       |               |               |               |               |               |               |      |       |            |            |            |            |            |            |  |  |        |        |        |        |        |        |
|  | Thomas Nockemann      | 2            | 300          | 6            | 50,00        | 203          |                       |                       |               |               |               |               |               |               |      |       |            |            |            |            |            |            |  |  |        |        |        |        |        |        |
|  | Thomas Nockemann      | 2            | 300          | 6            | 50,00        | 203          |                       | MP                    | Pkt.          | Aufn.         | ED            | HS            |               |               |      |       |            |            |            |            |            |            |  |  |        |        |        |        |        |        |
|  | Harrie v/d Boogaard   | 0            | 212          | 6            | 35,33        | 178          |                       | MP                    | Pkt.          | Aufn.         | ED            | HS            |               |               |      |       |            |            |            |            |            |            |  |  |        |        |        |        |        |        |
|  | Harrie v/d Boogaard   | 0            | 212          | 6            | 35,33        | 178          | Thomas Nockemann      | 0                     | 106           | 3             | 35,33         | 105           |               |               |      |       |            |            |            |            |            |            |  |  |        |        |        |        |        |        |
|  |                       | MP           | Pkt.         | Aufn.        | ED           | HS           | Thomas Nockemann      | 0                     | 106           | 3             | 35,33         | 105           |               |               |      |       |            |            |            |            |            |            |  |  |        |        |        |        |        |        |
|  |                       | MP           | Pkt.         | Aufn.        | ED           | HS           |                       | Brahim Djoubri        | 2             | 300           | 3             | 100,00        | 160           |               |      |       |            |            |            |            |            |            |  |  |        |        |        |        |        |        |
|  | Michel van Silfhout   | 0            | 73           | 6            | 12,16        | 32           |                       | Brahim Djoubri        | 2             | 300           | 3             | 100,00        | 160           |               |      |       |            |            |            |            |            |            |  |  |        |        |        |        |        |        |
|  | Michel van Silfhout   | 0            | 73           | 6            | 12,16        | 32           |                       |                       |               |               |               |               |               | MP            | Pkt. | Aufn. | ED         | HS         |            |            |            |            |  |  |        |        |        |        |        |        |
|  | Brahim Djoubri        | 2            | 300          | 6            | 50,00        | 119          |                       |                       |               |               |               |               |               | MP            | Pkt. | Aufn. | ED         | HS         |            |            |            |            |  |  |        |        |        |        |        |        |
|  | Brahim Djoubri        | 2            | 300          | 6            | 50,00        | 119          | Brahim Djoubri        | 2                     | 300           | 4             | 75,00         | 150           |               |               |      |       |            |            |            |            |            |            |  |  |        |        |        |        |        |        |
|  |                       | MP           | Pkt.         | Aufn.        | ED           | HS           | Brahim Djoubri        | 2                     | 300           | 4             | 75,00         | 150           |               |               |      |       |            |            |            |            |            |            |  |  |        |        |        |        |        |        |
|  |                       | MP           | Pkt.         | Aufn.        | ED           | HS           |                       | Raúl Cuenca           | 0             | 8             | 4             | 2,00          | 8             |               |      |       |            |            |            |            |            |            |  |  |        |        |        |        |        |        |
|  | Raúl Cuenca           | 2            | 300          | 8            | 37,50        | 119          |                       | Raúl Cuenca           | 0             | 8             | 4             | 2,00          | 8             |               |      |       |            |            |            |            |            |            |  |  |        |        |        |        |        |        |
|  | Raúl Cuenca           | 2            | 300          | 8            | 37,50        | 119          |                       | MP                    | Pkt.          | Aufn.         | ED            | HS            |               |               |      |       |            |            |            |            |            |            |  |  |        |        |        |        |        |        |
|  | Esteve Mata           | 0            | 221          | 8            | 27,62        | 114          |                       | MP                    | Pkt.          | Aufn.         | ED            | HS            |               |               |      |       |            |            |            |            |            |            |  |  |        |        |        |        |        |        |
|  | Esteve Mata           | 0            | 221          | 8            | 27,62        | 114          | Raúl Cuenca           | 2                     | 300           | 6             | 50,00         | 180           |               |               |      |       |            |            |            |            |            |            |  |  |        |        |        |        |        |        |
|  |                       | MP           | Pkt.         | Aufn.        | ED           | HS           | Raúl Cuenca           | 2                     | 300           | 6             | 50,00         | 180           |               |               |      |       |            |            |            |            |            |            |  |  |        |        |        |        |        |        |
|  |                       | MP           | Pkt.         | Aufn.        | ED           | HS           |                       | Marek Faus            | 0             | 292           | 6             | 48,66         | 85            |               |      |       |            |            |            |            |            |            |  |  |        |        |        |        |        |        |
|  | Marek Faus            | 2            | 300          | 5            | 60,00        | 164          |                       | Marek Faus            | 0             | 292           | 6             | 48,66         | 85            |               |      |       |            |            |            |            |            |            |  |  |        |        |        |        |        |        |
|  | Marek Faus            | 2            | 300          | 5            | 60,00        | 164          |                       |                       |               |               |               |               |               |               | MP   | Pkt.  | Aufn.      | ED         | HS         |            |            |            |  |  |        |        |        |        |        |        |
|  | Arnim Kahofer         | 0            | 189          | 5            | 37,80        | 177          |                       |                       |               |               |               |               |               |               | MP   | Pkt.  | Aufn.      | ED         | HS         |            |            |            |  |  |        |        |        |        |        |        |
|  | Arnim Kahofer         | 0            | 189          | 5            | 37,80        | 177          | Brahim Djoubri        | 2                     | 300           | 7             | 42,85         | 101           |               |               |      |       |            |            |            |            |            |            |  |  |        |        |        |        |        |        |
|  |                       | MP           | Pkt.         | Aufn.        | ED           | HS           | Brahim Djoubri        | 2                     | 300           | 7             | 42,85         | 101           |               |               |      |       |            |            |            |            |            |            |  |  |        |        |        |        |        |        |
|  |                       | MP           | Pkt.         | Aufn.        | ED           | HS           |                       | Xavier Gretillat      | 0             | 214           | 7             | 30,57         | 147           |               |      |       |            |            |            |            |            |            |  |  |        |        |        |        |        |        |
|  | Patrick Niessen       | 2            | 300          | 5            | 60,00        | 138          |                       | Xavier Gretillat      | 0             | 214           | 7             | 30,57         | 147           |               |      |       |            |            |            |            |            |            |  |  |        |        |        |        |        |        |
|  | Patrick Niessen       | 2            | 300          | 5            | 60,00        | 138          |                       | MP                    | Pkt.          | Aufn.         | ED            | HS            |               |               |      |       |            |            |            |            |            |            |  |  |        |        |        |        |        |        |
|  | Mikael Devogelaere    | 0            | 98           | 5            | 19,60        | 52           |                       | MP                    | Pkt.          | Aufn.         | ED            | HS            |               |               |      |       |            |            |            |            |            |            |  |  |        |        |        |        |        |        |
|  | Mikael Devogelaere    | 0            | 98           | 5            | 19,60        | 52           | Patrick Niessen       | 0                     | 169           | 7             | 24,12         | 85            |               |               |      |       |            |            |            |            |            |            |  |  |        |        |        |        |        |        |
|  |                       | MP           | Pkt.         | Aufn.        | ED           | HS           | Patrick Niessen       | 0                     | 169           | 7             | 24,12         | 85            |               |               |      |       |            |            |            |            |            |            |  |  |        |        |        |        |        |        |
|  |                       | MP           | Pkt.         | Aufn.        | ED           | HS           |                       | Jean Francois Florent | 2             | 300           | 7             | 42,85         | 105           |               |      |       |            |            |            |            |            |            |  |  |        |        |        |        |        |        |
|  | David Jacquet         | 0            | 104          | 6            | 17,33        | 70           |                       | Jean Francois Florent | 2             | 300           | 7             | 42,85         | 105           |               |      |       |            |            |            |            |            |            |  |  |        |        |        |        |        |        |
|  | David Jacquet         | 0            | 104          | 6            | 17,33        | 70           |                       |                       |               |               |               |               |               | MP            | Pkt. | Aufn. | ED         | HS         |            |            |            |            |  |  |        |        |        |        |        |        |
|  | Jean Francois Florent | 2            | 300          | 6            | 50,00        | 90           |                       |                       |               |               |               |               |               | MP            | Pkt. | Aufn. | ED         | HS         |            |            |            |            |  |  |        |        |        |        |        |        |
|  | Jean Francois Florent | 2            | 300          | 6            | 50,00        | 90           | Jean Francois Florent | 0                     | 20            | 2             | 10,00         | 18            |               |               |      |       |            |            |            |            |            |            |  |  |        |        |        |        |        |        |
|  |                       | MP           | Pkt.         | Aufn.        | ED           | HS           | Jean Francois Florent | 0                     | 20            | 2             | 10,00         | 18            |               |               |      |       |            |            |            |            |            |            |  |  |        |        |        |        |        |        |
|  |                       | MP           | Pkt.         | Aufn.        | ED           | HS           |                       | Xavier Gretillat      | 2             | 300           | 2             | 150,00        | 155           |               |      |       |            |            |            |            |            |            |  |  |        |        |        |        |        |        |
|  | Henri Tilleman        | 0            | 251          | 5            | 50,20        | 148          |                       | Xavier Gretillat      | 2             | 300           | 2             | 150,00        | 155           |               |      |       |            |            |            |            |            |            |  |  |        |        |        |        |        |        |
|  | Henri Tilleman        | 0            | 251          | 5            | 50,20        | 148          |                       | MP                    | Pkt.          | Aufn.         | ED            | HS            |               |               |      |       |            |            |            |            |            |            |  |  |        |        |        |        |        |        |
|  | Xavier Gretillat      | 2            | 300          | 5            | 60,00        | 186          |                       | MP                    | Pkt.          | Aufn.         | ED            | HS            |               |               |      |       |            |            |            |            |            |            |  |  |        |        |        |        |        |        |
|  | Xavier Gretillat      | 2            | 300          | 5            | 60,00        | 186          | Xavier Gretillat      | 2                     | 300           | 2             | 150,00        | 289           |               |               |      |       |            |            |            |            |            |            |  |  |        |        |        |        |        |        |
|  |                       | MP           | Pkt.         | Aufn.        | ED           | HS           | Xavier Gretillat      | 2                     | 300           | 2             | 150,00        | 289           |               |               |      |       |            |            |            |            |            |            |  |  |        |        |        |        |        |        |
|  |                       | MP           | Pkt.         | Aufn.        | ED           | HS           |                       | Philippe Deraes       | 0             | 48            | 2             | 24,00         | 48            |               |      |       |            |            |            |            |            |            |  |  |        |        |        |        |        |        |
|  | Pavel Böhm            | 0            | 161          | 13           | 12,38        | 116          |                       | Philippe Deraes       | 0             | 48            | 2             | 24,00         | 48            |               |      |       |            |            |            |            |            |            |  |  |        |        |        |        |        |        |
|  | Pavel Böhm            | 0            | 161          | 13           | 12,38        | 116          |                       |                       |               |               |               |               |               |               |      |       |            |            |            |            |            |            |  |  |        |        |        |        |        |        |
|  | Philippe Deraes       | 2            | 300          | 13           | 23,07        | 138          |                       |                       |               |               |               |               |               |               |      |       |            |            |            |            |            |            |  |  |        |        |        |        |        |        |
|  | Philippe Deraes       | 2            | 300          | 13           | 23,07        | 138          |                       |                       |               |               |               |               |               |               |      |       |            |            |            |            |            |            |  |  |        |        |        |        |        |        |

## Abschlusstabelle
| MP    | Match Points (Sieger = 2; Unentschieden = 1; Verlierer = 0) |
| Pkte. | Erzielte Karambolagen                                       |
| Aufn. | Benötigte Versuche                                          |
| GD    | Generaldurchschnitt                                         |
| BED   | Bester Einzeldurchschnitt eines Spielers                    |
| HS    | Höchstserie                                                 |
|       | Bester GD des Turniers                                      |
|       | Bester ED des Turniers                                      |
|       | Beste HS des Turniers                                       |
|       | 1. Platz (Gold)                                             |
|       | 2. Platz (Silber)                                           |
|       | 3. Platz (Bronze)                                           |

| Phase           | Platz | Name                   | MP   | Pkt. | Aufn. | GD    | BED    | HS  |
| --------------- | ----- | ---------------------- | ---- | ---- | ----- | ----- | ------ | --- |
| Finale          | 1     | Brahim Djoubri         | 12:2 | 1800 | 34    | 52,94 | 100,00 | 236 |
| Finale          | 2     | Xavier Gretillat       | 10:4 | 1614 | 26    | 62,07 | 150,00 | 289 |
| Halb- finale    | 3     | Jean Francois Florent  | 8:4  | 1128 | 26    | 43,38 | 125,00 | 182 |
| Halb- finale    | 3     | Raúl Cuenca            | 8:4  | 1354 | 33    | 41,03 | 125,00 | 180 |
| Viertel- finale | 5     | Thomas Nockemann       | 8:2  | 1156 | 15    | 77,06 | 250,00 | 250 |
| Viertel- finale | 6     | Patrick Niessen        | 8:2  | 1219 | 28    | 43,53 | 60,00  | 236 |
| Viertel- finale | 7     | Marek Faus             | 6:4  | 1248 | 21    | 59,42 | 125,00 | 250 |
| Viertel- finale | 8     | Philippe Deraes        | 6:4  | 1029 | 38    | 27,07 | 35,71  | 186 |
| Achtel- finale  | 9     | Michel van Silfhout    | 6:2  | 823  | 22    | 37,40 | 83,33  | 173 |
| Achtel- finale  | 10    | Pavel Böhm             | 6:2  | 911  | 28    | 32,53 | 62,50  | 125 |
| Achtel- finale  | 11    | David Jacquet          | 6:2  | 854  | 31    | 27,54 | 35,71  | 162 |
| Achtel- finale  | 12    | Henri Tilleman         | 4:4  | 998  | 15    | 66,53 | 125,00 | 232 |
| Achtel- finale  | 13    | Arnim Kahofer          | 4:4  | 906  | 17    | 53,29 | 83,33  | 204 |
| Achtel- finale  | 14    | Esteve Mata            | 4:4  | 826  | 17    | 48,58 | 83,33  | 183 |
| Achtel- finale  | 15    | Mikael Devogelaere     | 4:4  | 842  | 23    | 36,60 | 62,50  | 115 |
| Achtel- finale  | 16    | Harrie van de Boogaard | 4:4  | 897  | 32    | 28,03 | 62,50  | 178 |
| Gruppen- phase  | 17    | Koen Workel            | 4:2  | 551  | 16    | 34,43 | 125,00 | 250 |
| Gruppen- phase  | 18    | Laurent Guénet         | 2:4  | 634  | 17    | 37,29 | 41,66  | 142 |
| Gruppen- phase  | 19    | Willy Gerimont         | 2:4  | 722  | 22    | 32,82 | 31,25  | 159 |
| Gruppen- phase  | 20    | Johann Petit           | 2:4  | 498  | 17    | 29,29 | 41,66  | 144 |
| Gruppen- phase  | 21    | Janis Ziogas           | 2:4  | 312  | 11    | 28,36 | 41,66  | 166 |
| Gruppen- phase  | 22    | Bernard Villiers       | 2:4  | 455  | 19    | 23,94 | 31,25  | 66  |
| Gruppen- phase  | 23    | Sven Daske             | 2:4  | 450  | 21    | 21,42 | 41,66  | 190 |
| Gruppen- phase  | 24    | Pierre Soumagne        | 2:4  | 498  | 24    | 20,75 | 41,66  | 181 |
| Gruppen- phase  | 25    | Carsten Lässig         | 2:4  | 316  | 12    | 26,33 | 35,71  | 146 |
| Gruppen- phase  | 26    | Patrick Dupont         | 2:4  | 341  | 17    | 20,05 | 35,71  | 105 |
| Gruppen- phase  | 27    | Raymund Swertz         | 0:6  | 434  | 15    | 28,93 | –      | 113 |
| Gruppen- phase  | 28    | Nikolaos Chatzipavlis  | 0:6  | 270  | 18    | 15,00 | –      | 57  |
| Gruppen- phase  | 29    | Raymon Gielens         | 0:6  | 214  | 16    | 13,37 | –      | 62  |
| Gruppen- phase  | 30    | Gerhard Huber          | 0:6  | 312  | 26    | 12,00 | –      | 144 |
| Gruppen- phase  | 31    | René Gorthan           | 0:6  | 157  | 15    | 10,46 | –      | 56  |
| Gruppen- phase  | 32    | Alejandro Gil          | 0:6  | 111  | 16    | 6,93  | –      | 38  |